# オ・グローベ

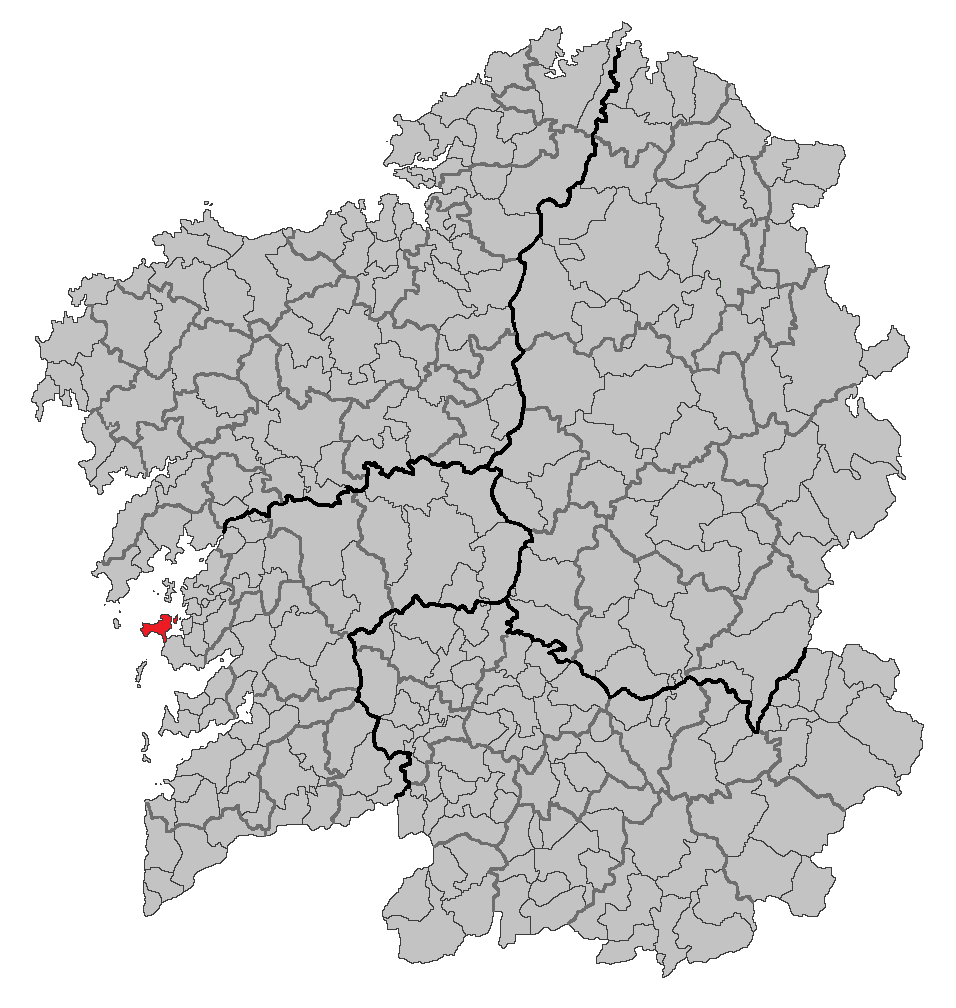

オ・グローベ（O Grove）は、スペイン、ガリシア州、ポンテベドラ県の自治体。リア・デ・アロウサ（アロウサ湾）の南岸に位置する。コマルカ・ド・サルネスを構成する自治体のひとつ。ガリシア統計局によると2009年の人口は11,250人（2007年：11,226人）、男女別では男性5,549人、女性が5,677人となっている。カスティーリャ語による表記はEl Grove エル・グローベ。
住民呼称は男女同形のgrovense、またはgroveiro/-a、meco/-a。
ガリシア語話者は自治体人口の96.93%（2001年）。

## 地理
オ・グローベは、オ・バオとして知られる地峡とつながり、小さな半島になっており、面積は21.89平方km。オ・バオ地峡の西側はランサーダ海岸、東側はエンセアーダ・ド・バオの入江となっている。この地峡でオ・グローベはサンシェンショとつながっている。
この地峡は、長さが2kmあり、中央部が幅およそ500m、北側の最も広い所で幅約1kmとなっており、ウミア川と南からの海流によって堆積されたものである。この地峡の形成は比較的新しく、1632年の地図では島であったオ・グローベが、半島として初めて地図に描かれたのは1784年のことである。
オ・グローベの最高地点はシラデージャ山で167m、次いで、コン・ダ・ガルダ山の95mとなっている。
川については、半島の各所に小さな小川があるのみで、市街地にあるラソエイロ川口には、今日水道管が敷設されている。
半島部の北側には淡水池のボデイラ池がある。付近のリア・デ・アロウサ岸の入り江、砂丘、ラグーン、島嶼などは1989年にラムサール条約登録地となった。

## 人口
オ・グローベの人口は11,264人（2008年、スペイン統計局）で、市街地とトシャ島と市域の大部分を含むサン・マルティーニョ教区と半島部の西側のサン・ビセンテ教区に分かれて暮らしている。住民の多くはサン・マルティーニョ教区に居住しており、その数は10,147人、一方サン・ビセンテ教区の人口はわずか1,117人である。
| オ・グローベの人口推移 1910－2010                       |
|                                                         |
| 出典:INE（スペイン国立統計局）1900年 - 1991年、1996年 - |

## 政治
2007年の自治体選挙の結果、自治体首長はガリシア社会党（PSdeG-PSOE）のホセ・アントーニオ・カカベーロス・リコ（José Antonio Cacabelos Rico）、自治体評議員は、ガリシア国民党（PPdeG）：7、ガリシア社会党：4、ガリシア民族主義ブロック（BNG）：3、その他：3（統一左翼ガリシアEU-IU、ガリシア主義党PG、Alternativa Meca（A MECA）、各1）となっている。

## 教区
オ・グローベは2つの教区に分けられる。
- オ・グローベ（サン・マルティーニョ）
- サン・ビセンテ・ド・グローベ（サン・ビセンテ）